# 福井美樹
福井 美樹（ふくい みき、12月14日 - ）は、日本の元女性声優。
岐阜県出身で、ケンユウオフィス準所属。アミューズメントメディア総合学院声優学科卒業。岐阜県立岐阜工業高等学校卒業。

## 略歴
- 2001年4月 - 東映アニメーション研究所[1]声優タレント科入学（同期には岡本寛志・福原耕平）。
- 2003年3月 - 東映アニメーション研究所声優タレント科卒業。
- 2003年4月 - 青二プロダクション所属[1]。
- 2006年3月 - 声優界を引退。
- 2009年4月 - アミューズメントメディア総合学院入学。
- 2010年3月 - アミューズメントメディア総合学院卒業。
- 2010年4月 - ケンユウオフィス所属。声優界に復帰。
- 2018年 - 家庭の事情により声優引退。

## 人物
声種はやや低めのハスキー。
趣味はライブ鑑賞、居酒屋巡り。特技は書道、バスケットボール。

## 後任・代役
福井の引退に伴い、持ち役を引き継いだ声優は以下の通り。
| 後任       | 役名         | 概要作品                             | 後任の初担当作品 |
| ---------- | ------------ | ------------------------------------ | ---------------- |
| 澁谷梓希   | クッコーロカ | 『ミッキーマウスとロードレーサーズ』 | 第28話           |
| 矢口アサミ | はる夫       | 『ドラえもん（テレビ朝日版第2期）』  | 2018年10月放送回 |
| 日比愛子   | モズ         | 『ONE PIECE』                        | 第255話          |

## 出演

### テレビアニメ
2004年
- 花右京メイド隊 La Verite（警備部メイド）
- B-伝説! バトルビーダマン（ウルフ）
- BECK（女子部員、ファン、クラスの女子、保健室のお姉さん、女生徒、益岡の友達、女の子）

2005年
- SPEED GRAPHER（女子高生1）
- ボボボーボ・ボーボボ（無限蹴人）
- ONE PIECE（モズ、にんじん）

2010年
- ネリーとセザール（フレッド）

2012年
- キングダム（2012年 - 2014年、幼い信、信という名の少年）- 2シリーズ
- GON -ゴン-（カン、メス象2）
- NARUTO -ナルト- 疾風伝（2012年 - 2013年、ファズ、少年、ウルシ）
- メタルファイト ベイブレード ZEROG（ブレーダーB）

2014年
- スミ子（よしこちゃん）
- ドラえもん（テレビ朝日版第2期）（2014年 - 2018年、はる夫）
- ナノ・インベーダーズ（キリコ、トッド）

2015年
- 俺物語!!（少年）
- 新あたしンち（主婦①）

2016年
- 忍たま乱太郎（双子の老婆）

### 劇場アニメ
- ONE PIECE 呪われた聖剣（2004年）
- 映画ドラえもん 新・のび太の日本誕生（2016年、タイムパトロール隊員）
- クレヨンしんちゃん 爆睡!ユメミーワールド大突撃（2016年、園児A）
- ペンギン・ハイウェイ（2018年、スズキ君）[4]

### OVA
- サクラ大戦 ル・ヌーヴォー・巴里（2004年、観客たち）
- クイーンズブレイド 美しき闘士たち（2010年、少女）
- 武装神姫 MOON ANGEL（2011年、少年）

### Webアニメ
- アニメで分かる心療内科（2015年、ジョー少年）

### ゲーム
- ゼノサーガ エピソードII［善悪の彼岸］（2004年、U.M.N.職員）
- CLANNAD（2006年、勇）
- レッスルエンジェルス サバイバー（2006年、ディジー・クライ、デスピナ・リブレ）
- モンスターハンタークロス（2015年）

### ドラマCD
- 学園ヘヴン マキシシングル〜SWEET CANDY〜（2004年、おばちゃん）
- 金色のコルダ バラエティCD fantasmagoria （2004年、女子生徒）
- 「凍る灼熱シリーズ」完結記念フェア スペシャルCDブック「蜜華」～Melting Flower～（2009年、王子）※単行本『龍絡の華』第2巻と文庫『“烈華編” 白華の雫』の連動購入者全員サービスCD

### 特撮
- ウルトラマンボーイのウルころ（2003年 - 2004年、ウルトラマンボーイの声）

### 吹き替え

#### 洋画
- インシディアス（ダルトン・ランバート〈タイ・シンプキンス〉）
- 陰謀の代償 N.Y.コンフィデンシャル（ジョナサン少年）
- WIN WIN ダメ男とダメ少年の最高の日々（シェリー〈ニナ・アリアンダ〉）
- エンダーのゲーム（左の黒人の子）
- エリジウム
- コッホ先生と僕らの革命
- ピラニア3D（クリスタル）
- 42 〜世界を変えた男〜
- ハーフ・ザ・スカイ ハリウッドにできること（ソマリー・マム）
- ヘルプ 〜心がつなぐストーリー〜
- ぼくのエリ 200歳の少女（マッティン）
- MUD -マッド-（ネックボーン〈ジェイコブ・ロフランド〉）※ソフト版
- ミスター・サンタを探して
- レモネード・マウス（ジュールス）

#### 海外ドラマ
- アマンダ・ショー（シーラ）
- アンダーカバー・ボス4 社長潜入調査
- WITHOUT A TRACE/FBI 失踪者を追え!（ブレッド（11歳））
- NCIS 〜ネイビー犯罪捜査班 シーズン4
- クリミナル・マインド8 FBI行動分析課（エディ）
- クリミナル・マインド10 FBI行動分析課
- グレイズ・アナトミー9 恋の解剖学（リア・マーフィー〈テッサ・ファーラー〉）
- 主任警部アラン・バンクス2
- しあわせの処方箋
- 新ビバリーヒルズ青春白書
- スーパーナチュラル
- デクスター 警察官は殺人鬼 シーズン5（シーラ・マンツォン刑事）
- デスパレートな妻たち6、7（カースティン）
- 天才学級アント・ファーム（アンガス・チェストナット〈エイディン・ミンクス〉）
- 跳べ!ロックガールズ 〜メダルへの誓い シーズン4
- トンイ（オ宅の下女 他）
- ナース・ジャッキー3、4
- プライベート・プラクティス4、5
- ブラザーズ&シスターズ
- 僕の彼女は九尾狐
- マイケル・J・フォックス・ショウ（グレアム・ヘンリー）
- リンガー 〜2つの顔〜
- 私はラブ・リーガル2

#### 海外アニメ
- 学園NINJAランディ（フルート女子、マルシー・マクフィスト）
- ミニーのリボンショー（クッコーロカ）
- ミッキーマウスとロードレーサーズ（クッコーロカ〈初代〉）
- ムークのせかいりょこう（シャシャ）
- メアリー & マックス（マックス〈少年時代〉）

#### その他
- プロジェクト・ランウェイ シーズン9（ジュリー・ティアニー）

### ナレーション
- とんねるずのみなさんのおかげでした コーナーナレーション（フジテレビ）

### ボイスオーバー
- ダウンタウンのガキの使いやあらへんで（日本テレビ）
- 謎を解け!まさかのミステリー（日本テレビ）

### その他
- ウルトラマンネクサス 特典ナレーション